# Micrargerieae
Micrargerieae è una tribù di piante parassite (o semiparassite), spermatofite, dicotiledoni appartenenti alla famiglia delle Orobanchaceae. La circoscrizione di questa tribù nell'ambito della famiglia è in via di definizione.

## Descrizione
- Il portamento delle specie di questa tribù è erbaceo annuale o perenne. La superficie delle piante può essere sia glabra che pubescente-ghiandolare, oppure minutamente da ispida a scabra. Gli steli in genere sono eretti e affusolati; in altre specie (Gerardiina e Micrargeria) possono essere quadrangolari a causa della presenza di fasci di collenchima posti nei quattro vertici con facce solcate. Possono essere presenti glicosidi fenolici e composto iridoidi e "orobanchina" (sostanza che provoca l'annerimento delle foglie al secco).[1][3]
- Le foglie lungo il caule sono disposte in modo opposto (alternato in alcuni casi) e sono sessili. Le lamine sono a margini interi, trifidi oppure pennatifidi con segmenti strettamente lineari. Quelle superiori sono progressivamente ridotte, intere e lineari con apici acuminati. In alcuni generi sono decorrenti dalla base.
- Le infiorescenze sono del tipo a racemo. I fiori sono brevemente pedicellati. Nell'infiorescenza sono presenti delle bratteole (Micrargeria e Micrargeriella), in altri generi sono assenti.
- I fiori sono ermafroditi, zigomorfi e tetraciclici (ossia formati da 4 verticilli: calice– corolla – androceo – gineceo) e pentameri (i verticilli del perianzio hanno 5 elementi).

- Formula fiorale. Per la famiglia di queste piante viene indicata la seguente formula fiorale:

x K (5), [C (2 + 3), A 2 + 2], G (2), supero, capsula.
- Il calice è gamosepalo, breve e a forma da campanulata a tubulare. Termina con 5 denti o lobi triangolari-lanceolati o ampiamente ovoidi-deltati. La superficie è pubescente-ghiandolare.

- La corolla gamopetala tubolare termina con 5 lobi formanti due labbra. Il tubo in genere è corto, stretto alla base a allargato nella parte distale, può essere obliquo o subruotato. I lobi spesso sono arrotondati e patenti. Il colore è biancastro, rosa, purpureo, rosso o blu

- L'androceo è formato da 4 stami didinami inclusi nella corolla. I filamenti sono adnati alla corolla. Le antere, sagittate, sono a due teche da uguali a subuguali.  La deiscenza è mediante due fessure longitudinali. Le sacche polliniche sono divergenti con granuli pollinici spesso tricolporati.

- Il gineceo è bicarpellare (sincarpico - formato dall'unione di due carpelli connati) ed ha un ovario supero biloculare (a volte ineguali) con forme da globose a ellissoidi e superficie glabra.  La placentazione è assile (con placente indivise) o parietale (con placente divise e libere). Gli ovuli sono numerosi per ogni loculo e hanno un solo tegumento e sono tenuinucellati (con la nocella, stadio primordiale dell'ovulo, ridotta a poche cellule). Lo stilo termina con uno stigma globoso-capitato e ottuso oppure clavato. Il disco nettarifero se presente è posizionato attorno alla base dell'ovario.

- Il frutto è una capsula setticida o loculicida. I semi sono 1 - 2 per loculo, grandi e con la parte apicale rugata, oppure numerosi con forme strettamente cilindriche (Gerardiina) oppure ovoidi (Micrargeria) e testa reticolata.

## Riproduzione
- Impollinazione: l'impollinazione avviene tramite insetti (impollinazione entomogama) o il vento (impollinazione anemogama).
- Riproduzione: la fecondazione avviene fondamentalmente tramite l'impollinazione dei fiori (vedi sopra).
- Dispersione: i semi cadendo (dopo aver eventualmente percorso alcuni metri a causa del vento - dispersione anemocora) a terra sono dispersi soprattutto da insetti tipo formiche (disseminazione mirmecoria).

## Distribuzione e habitat
La distribuzione di questa tribù è africana con alcune specie asiatiche. Gli habitat sono prevalentemente tropicali.

## Tassonomia
La famiglia di appartenenza di questo gruppo (Orobanchaceae), caratterizzata soprattutto da specie semiparassite, parassite o oloparassite, comprende circa 60 generi con oltre 1700 specie (altre fonti indicano 99 generi con 2060 specie) con una distribuzione cosmopolita. La tribù Micrargerieae è una delle 10 tribù nella quale è divisa la famiglia.

### Filogenesi
I generi di questa tribù tradizionalmente erano stati posti nella famiglia Scrophulariaceae s.l.; attualmente in seguito ad analisi cladistiche basate sulle caratteristiche del DNA è stata rivista la posizione tassonomica del gruppo e inserita nella famiglia Orobanchaceae. L'attuale circoscrizione della tribù probabilmente è provvisoria.

### Composizione della tribù
La tribù comprende 4 generi e circa 10 specie:
| Genere                          | Specie                                        | Distribuzione                                   |
| ------------------------------- | --------------------------------------------- | ----------------------------------------------- |
| Gerardiina Engl., 1897          | 2                                             | Africa tropicale e Sudafrica                    |
| Leptorhabdos Schrenk, 1841      | Una specie: Leptorhabdos parviflora Benth.    | Dal Caucaso e Iran all'Asia centrale e Himalaya |
| Micrargeria Benth., 1846        | 4 - 5                                         | Africa tropicale, Madagascar e India            |
| Micrargeriella R.E. Fries, 1916 | Una specie: Micrargeriella aphylla R.E. Fries | Congo e Zambia                                  |